# Enypia packardata
Enypia packardata là một loài bướm đêm trong họ Geometridae.